# Filsnown
《Filsnown -빛과 그림자-》(일본어: Filsnown -光と刻-、フィルスノウン ひかりととき)는 리프가 기획, 제작하고 발매한 NEC PC-98 시리즈 대응의 롤플레잉 게임이다.

## 역사
리프의 2번째 작품으로 발매되었으며, 전작과 마찬가지로 오리지널 포스터와 BGM이 수록된 12cm 음악 CD가 포함되었다.
당시로서는 드물게 MIDI, CD 음원에 대응하였고, 하드디스크 드라이브에 설치하는 것도 가능하였다. 희망 소매 가격은 9,800엔(소비세 제외)이었다. 3명의 주요 등장인물인 티리아와 사라, 에리아는 이후 하츠네의 비밀!!에 포함된 오마케 게임에 재등장하였다. 그리고 2000년에 발매된 이나가와에 가자!!에는 엔딩 등이 포함된 본 작품의 윈도우 95 이식판이 포함되었다.

## 등장인물
티리아 프레이(일본어: ティリア・フレイ)
주인공.
사라 프리트(일본어: サラ・フリート)
도적단의 장. 불과이지만 수인의 혈통을 받는다.
에리스 노스(일본어: エリア・ノース)
바람의 민족. 바람과 불의 마법을 자랑으로 여긴다.
피유(일본어: フィーユ)
물의 민족, 티리아의 소꿉친구 검사.
이브(일본어: イヴ)
얼음의 민족으로 수인.
플로리아 하켄(일본어: フロリア・ハーケン)
불의 민족 소녀.
소피아 데름(일본어: ソフィア・デルム)
티리아의 자적 존재.
사제(일본어: サーゼ)
티리아의 조부.검성으로서 알려진다.
듀크(일본어: デューク)
티리아의 약혼자.
기스 데름(일본어: ギース・デルム)
티리아를 쫓는 수수께끼의 남자.
인디(일본어: インディ)
사막의 마을에서 만나는 탐험가.
알(일본어: アール)
사라의 부하로 힘센 사람, 가는 곳마다 여성을 걸고 있다.

## 제작진
- 원화: 미나즈키 토오루(일본어: 水無月徹)
- 음악: 이시카와 신야(일본어: 石川真也), 오리토 신지(일본어: 折戸伸治), 시모카와 나오야(일본어: 下川直哉)